# Dendrometria

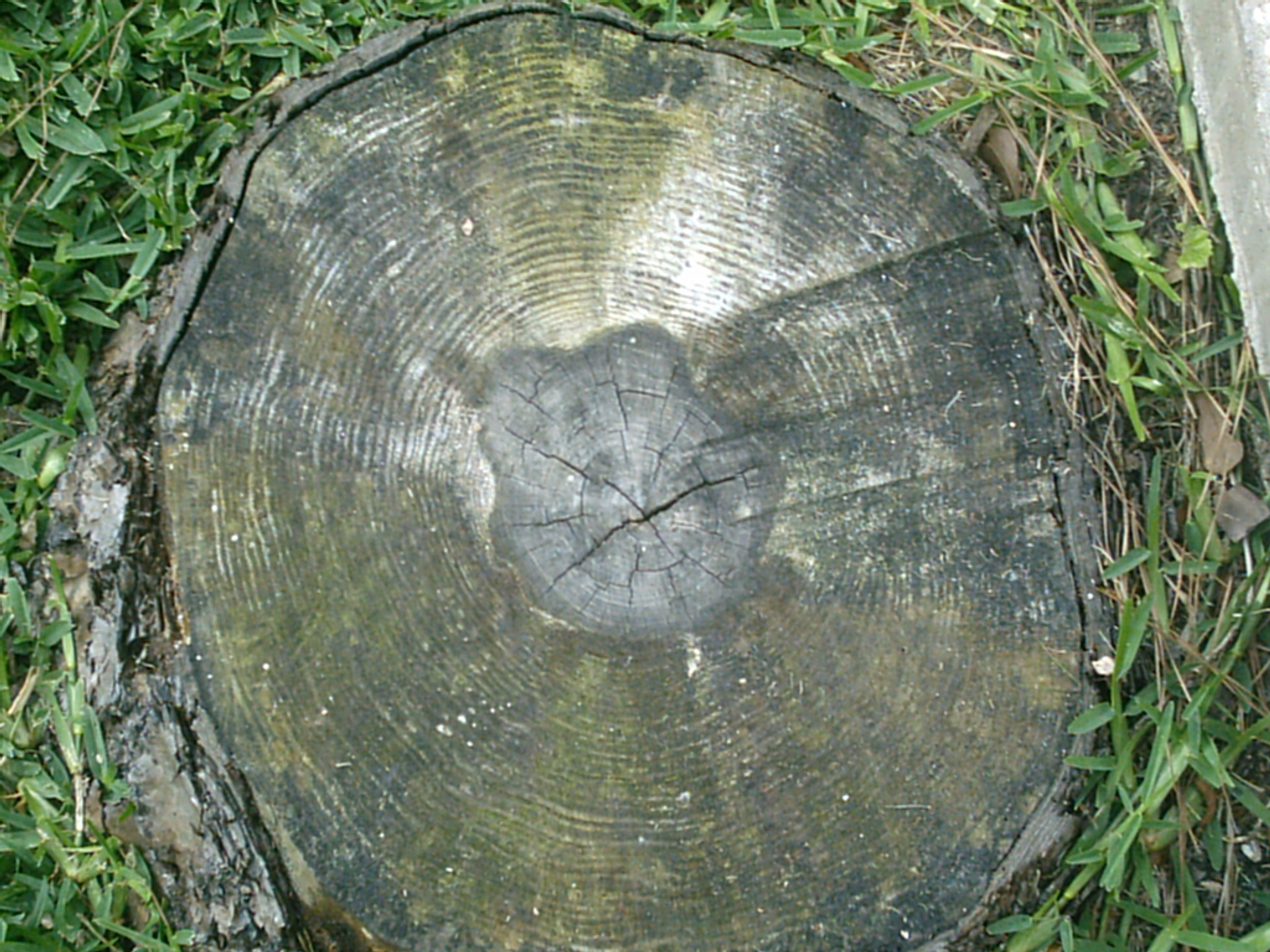
Secção do tronco de um pinheiro

Dendrometria tem por objectivo estudar a determinação do volume das árvores e suas respectivas partes, bem como a existência de madeira numa dada área. Pretende saber, também, a grandeza e o volume dos principais produtos florestais.
Para o conseguir usa métodos e técnicas que permitam a medição das dimensões das florestas, das árvores e das suas partes.
Um instrumento típico de dendrometria, o dendrómetro, é o relascópio de espelho inventado no início do século passado por Walter Bitterlich.